# Мотагуа (река)
Мотагуа (на испански: Motagua) е река в Гватемала с дължина от 400 км. Извира в Централна Гватемала, североизточно от град Гватемала и тече на североизток и изток от Хондураския Залив. Последните няколко километра от реката формират част от границата между Гватемала и Хондурас.
Долината, в която тече реката, е единственият известен източник на нефрит в Централна Америка. В Пре-Колумбиевата ера, тя е била важен търговски път. В близост до северния бряг на реката се намира важната за Маите местност Киригуа, както и няколко по-малки местности с нефритови мини и работилници.